# 釉上彩
釉上彩是瓷器施彩工藝的一種，盛行於清朝的中國。釉上彩是在高燒製過的瓷器釉面上彩繪紋飾，再經過第二次的低溫燒製而成。相對於被稱為「裡繪」的釉下彩，釉上彩在景德鎮被稱為「表繪」。其種類包括釉上五彩、鬥彩、琺瑯彩與粉彩多種。瓷器除了提供給宮廷作為玩賞之用，在外銷方面的角色也不可忽略，當時的官窯、民窯莫不多少受到西方風格與主題的影響，為清代彩瓷中不可或缺的元素。

## 背景
中國瓷器的發展在清初的盛世中達到頂點。從整個國家的產業發展來看，明清時代的商業與手工業都有進一步的發展，隨著城市的繁榮，人們對於手工業產品的需求增加。同時，康雍乾三朝皇帝對於藝術的愛好，使宮廷對藝術品的需求大增，瓷器即是一例。以上各種因素，促進了清初瓷器在技術上的進步與視覺表現的創新。此外，由於國外的大量需求，十七至十八世紀中國的瓷器大量銷往海外。
明清瓷器生產的重鎮位於江西景德鎮。分成御器廠以及民窯兩個系統。自清代開始，御器廠的督窯官由專門的官員擔任，如雍正時期的年希堯、乾隆時期的唐英。景德鎮吸引全國各地的名窯技藝，同時御器廠具有較好的設備、原料，又不惜成本，因而能促進技術的進步，製作出高品質的瓷器。基本上，御器廠製作的官窯器只供朝廷使用，但它與民窯的發展其實也有相輔相成的作用。在「官搭民燒」的制度下，御器廠也將技藝傳入民窯，帶動民窯技術的提高。

## 簡介
釉上彩瓷是明清彩繪瓷中最具代表性的一種。在製作上，釉上彩是先經過高溫(1150℃以上)燒瓷，接著在釉面上進行彩繪，再用低溫(700-900℃)燒製成的瓷器。由化學組成來說，它在原本低溫色釉的氧化鉛―氧化硅(PbO―SiO2)二元系統上，以硝的形式引入氧化鉀而成氧化鉛―氧化硅―氧化鉀(PbO―SiO2―K2O)的三元系統。 
釉上彩在宋代已可見，在明代也持續發展，不過明代的釉上彩主要是與釉下青花結合，即青花五彩；到了清代方有高度的創新與豐富，除了外在的因素，如官方與民間的支持、商業經濟的發達外，也有賴於以細膩精細的白瓷做底，以及釉彩技術的革命，尤其是顯現在五彩瓷到粉彩瓷風格的變化與表現力的增加。

## 種類舉例
釉上彩有五彩、鬥彩、琺瑯彩、粉彩等幾種。

### 釉上五彩
釉上五彩瓷是以高溫燒成白瓷，然後繪上紅、黃、藍、綠、紫等多顏色的圖像，再在彩爐中以低溫燒成。在明代，有以紅綠黃三色為主的純粹五彩瓷，以及與釉下青花結合的青花五彩。後者占了大多數，盛行於嘉靖萬曆年間，其中一個原因大概是因為瓷器上的藍色在當時只能用青花的藍色表現。青花五彩通常圖案花紋濃密，色彩鮮豔。是嘉靖萬曆時期主要的官窯彩瓷。清康熙年間，釉上五彩得到進一步的發展。主要表現在下面幾個面向：
1.釉上藍彩的發明，使純粹的釉上五彩取代青花五彩成為主流。
2.較精細、高質量的白瓷呈現的乳濁色澤更能充分表現色彩。
3.此時的燒成技術掌握較好，不會因溫度過高使色彩流動，或過低使光線不足。康熙五彩以平塗方法填彩，色彩鮮豔，相對於粉彩被稱為「硬彩」。
康熙官窯五彩主要是小型器物，風格較拘謹，相較於此，民窯器的裝飾題材豐富，色彩鮮豔，且多是大型器物。

### 琺瑯彩

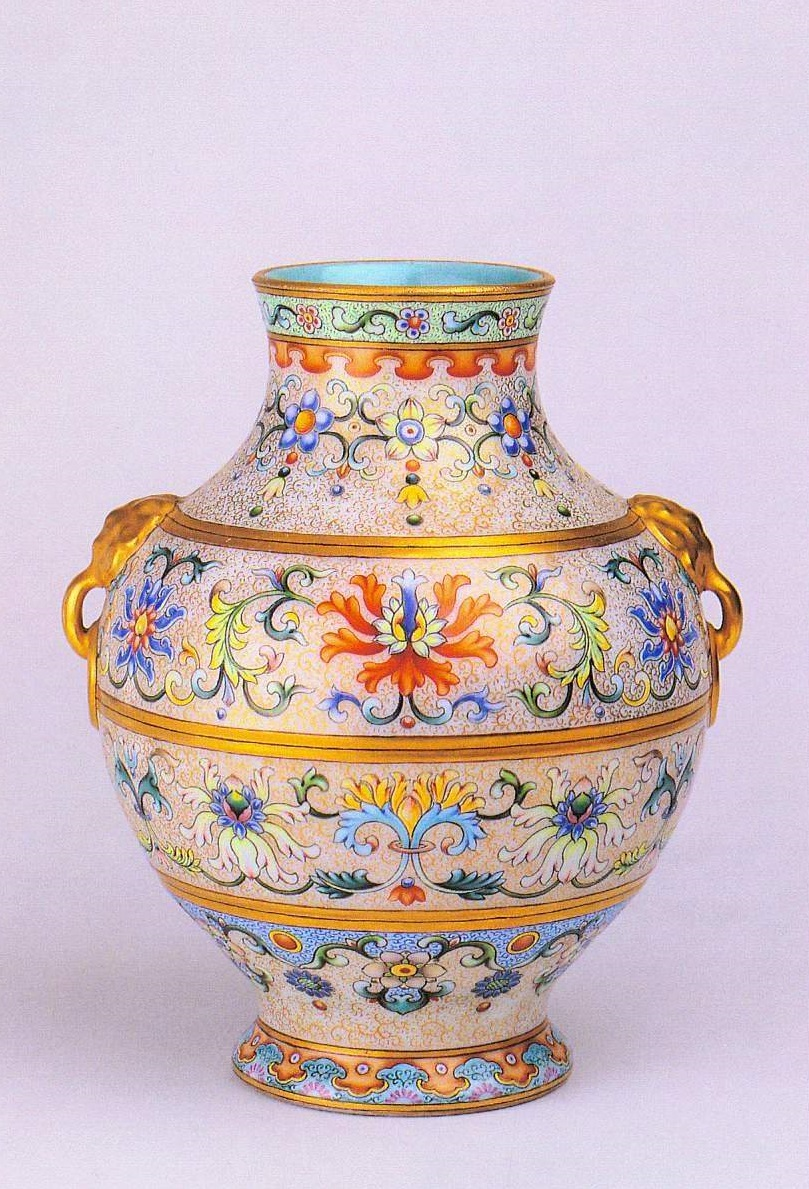
清乾隆琺瑯彩錦地描金花卉象耳銜環瓶

琺瑯彩是創始於康熙年間的高貴宮廷用瓷，盛行於雍正、乾隆年間。在清宮檔案中，區別已有的金屬琺瑯器而被稱為「瓷胎畫琺瑯」。它是以硼作為熔劑(含硼是琺瑯彩與五彩、粉彩的不同處之一)，以砷作為乳濁劑的低溫玻璃彩料燒製而成。 琺瑯彩是先由景德鎮燒製白瓷胎，再運至北京皇城的內務府造辦處加彩繪製，底部有年號書款，如「康熙御製」、「雍正年製」、「乾隆年製」等。康熙時期，主要是在內壁施釉、外壁無釉的瓷胎(「反瓷」)上彩繪花卉， 再由低溫燒成。由於彩料較厚，有堆料凸起的感覺，增加色彩的立體感。 康熙時期的風格主要模仿銅胎畫琺瑯，尚處於初創階段。到了雍正時，則是在潔白精緻的白瓷上彩繪，題材增加，且搭配書法題詩，在題詩前後有抹紅色的印章，是結合畫、書、詩、印的藝術品。乾隆時代，除了雍正時期傳承下來的風格外，還增加了有西洋的畫法與主題。除此之外，景德鎮督陶官唐英開創新技法――「錦上添花」，即在有彩色花紋的色地上繪製花卉等圖案。受到乾隆的喜愛，「錦上添花」在乾隆的彩瓷中被大量使用。
琺瑯彩的製作與西方技藝的傳入有顯著的關係，硼和砷都不是中國的色料，一些特殊的琺瑯彩料如金紅顏料被認為極可能受歐洲配方製法的啟發，並不是中國自行發展出的彩料。 雍正時期因製作琺瑯器的數量增加，才開始有自製的琺瑯彩料。
琺瑯彩因為製作難度較高，生產量並不大，多為清宮所藏，傳世品也較少。

### 粉彩
琺瑯彩技術的引入對粉彩的發展有著重要的影響，尤其是金紅彩料與砷白彩料的應用。 粉彩初創於康熙時期，是釉上彩的新品種。粉彩的製作方法，是先在高溫燒成的白瓷上勾勒出圖案輪廓，然後填上一層玻璃白作為底色。玻璃白是由氧化鉛、氧化硅和氧化砷(As2O3)所組成的不透明白色料。接著再將彩料施於這層玻璃白上，然後用筆將顏色渲染出濃淡深淺的顏色變化，渲染技法的成功有賴於新的油性介質。此外，有一些粉彩瓷不描繪輪廓，採用沒骨法。這些技法使粉彩瓷上的圖案產生明暗的立體感，與五彩的平塗法不同，產生不同的效果；此時的色彩技術更為進步，彩料的製備從冷調生料(在未加熱的情況下調和成末的原料)到熱調熟料(在玻璃熱溶液中加入金屬著色劑，冷卻後將有色玻璃磨成粉) ，進而使不同顏色的色料可以混合成新顏色，再加上有潔白的瓷胎襯托，粉彩比五彩更為艷麗，在雍正與乾隆二朝成為釉上彩的主流，官窯與民窯都大量生產。同時，由於顏色因滲入玻璃白而產生粉質，又燒成溫度比五彩低，粉彩的色彩看起來會比五彩柔和，又被稱為「軟彩」。
在裝飾圖案上，雍正時期主要以花卉為主，但也有人物故事、動物與山水畫等；乾隆時期的粉彩則較趨於裝飾繁複，淡雅的感覺不如雍正時期。

### 廣彩
「廣彩」廣義而言是在廣州燒製的彩繪瓷器，其製作目的與前述三種彩瓷有很大的不同，主要是為了外銷至國外。不過其製作過程基本上相同。景德鎮製造的素瓷運到廣州後，加以彩繪，再經低溫烘燒而成。始於康熙晚期至雍正時期，直到十八世紀後期至十九世紀都在外銷瓷上佔有一席之地。 
狹義的「廣彩」指「廣州織金彩瓷」。不過金彩的使用在最初較少，康雍時期的色彩以紅、綠為主，基本上與景德鎮釉上彩瓷的風格差別不大，金彩只用於器沿或描繪錦地。嘉慶以後才大量使用金彩。同時，受到廣州地區民間藝術與西方外來藝術的影響，色彩增多，開始仿照西洋畫法，題材也擴大，包括洋畫複製與歐洲神話場景。事實上，廣彩就是為了滿足外銷市場而產生的，為了滿足外商訂貨的需求與喜好，常常就是直接仿照外商提供的版畫、紋章製作。它吸收中國傳統的技藝與仿照西洋的表現手法，相對於其他同時代的釉上彩，形成獨特的風格。

## 清代彩瓷中的西洋元素
清代外銷瓷器是中西貿易體系中，為了因應國外市場的需求與喜好發展出來的一種彩繪瓷。它既保留了中國彩繪陶瓷藝術的傳統，又吸收了西洋藝術的元素，正因為融會中西，清代外銷瓷的題材內容盛況空前，豐富度遠超於皇室御用的官窯瓷以及內銷的民窯瓷。
因應外銷需求出現的新題材可分為幾個主題：歐洲生活場景、宗教題材、神話題材、西洋花卉及家徽紋章。
從十六世紀中葉開始，西洋繪畫就被中國工匠複製到瓷器上，十八世紀後，因應外國訂單的要求，在瓷器上繪製西洋畫的情況變得更加普遍。描繪歐洲的生活場景。宗教題材描寫聖經內容，尤其是新約，因為進口國主要是基督教國家，宗教題材多用墨彩描繪，只有少數施以局部淡粉彩及金彩，以符合肅穆的氣氛。十八世紀中後期，神話題材在歐洲興起，多用粉彩描繪古西臘羅馬時代的眾神，作為社交禮品。
花是東西方人人都喜歡的裝飾題材，清代外銷瓷上的歐式花卉是中國畫工應訂單要求，參照當時歐洲流行的花卉植物印刷品描摹。這些花卉紋飾多運用西洋透視法，強調明暗變化，具有立體感。此外西洋花卉重視寫實，很少人為的誇張變形，頗像生物學圖錄的構圖。畫面有大片面積的留白，主題花卉面積較小，呈現一種小巧清秀的陰性美，和中國傳統瓷器上熱鬧艷麗的花卉裝飾形成對比。
歐洲的紋章是國家、城市、軍團、家族，或公司的代表，紋章瓷是一種特別訂製的外銷瓷，專供國家授勳、貴族喜慶之用。因為只有特殊階級才能擁有，十八世紀的上層階級已擁有紋章瓷作為榮耀與權力的象徵。
此外，中國瓷器進口到歐洲之後，歐洲人還會再上面再加上一層低溫燒製的塗料，這種做法可以修改不合潮流的圖案，或是掩飾瑕疵。十八世紀開始，荷蘭工匠開始在中國外銷瓷上增繪日本伊萬里或柿右衛門風格的色彩，阿姆斯特丹成了中國外銷瓷在歐洲的加彩中心。他們會在青花瓷上加繪紅、綠色彩，還有描上金邊，甚至模仿五彩瓷和粉彩瓷，加工後的青花瓷變得面目全非，青花紋變成多種新色彩中的一小部分。
在民間窯廠燒製的外銷瓷，在明代因應外銷訂單的需求就已出現大量的西洋題材，而在御窯的部分，則是到了清代因為傳教士的影響才出現西洋主題，然而品質則遠遠優於民窯廠的作品。清代彩瓷上的花卉圖案使用了西洋凹凸法，有明顯的深淺變化，頗具立體感，山水樓閣也運用了西洋透視法，展現出空間感。御用瓷的洋味，在喜歡新奇的乾隆時期尤其明顯，甚至出現許多件西洋人物主題的作品。
外銷瓷可見其題材之豐富，而在御用瓷可見其工藝之精美，清代彩瓷中的西洋主題在外銷瓷與御用瓷互相輝映，都有十分豐碩的發展

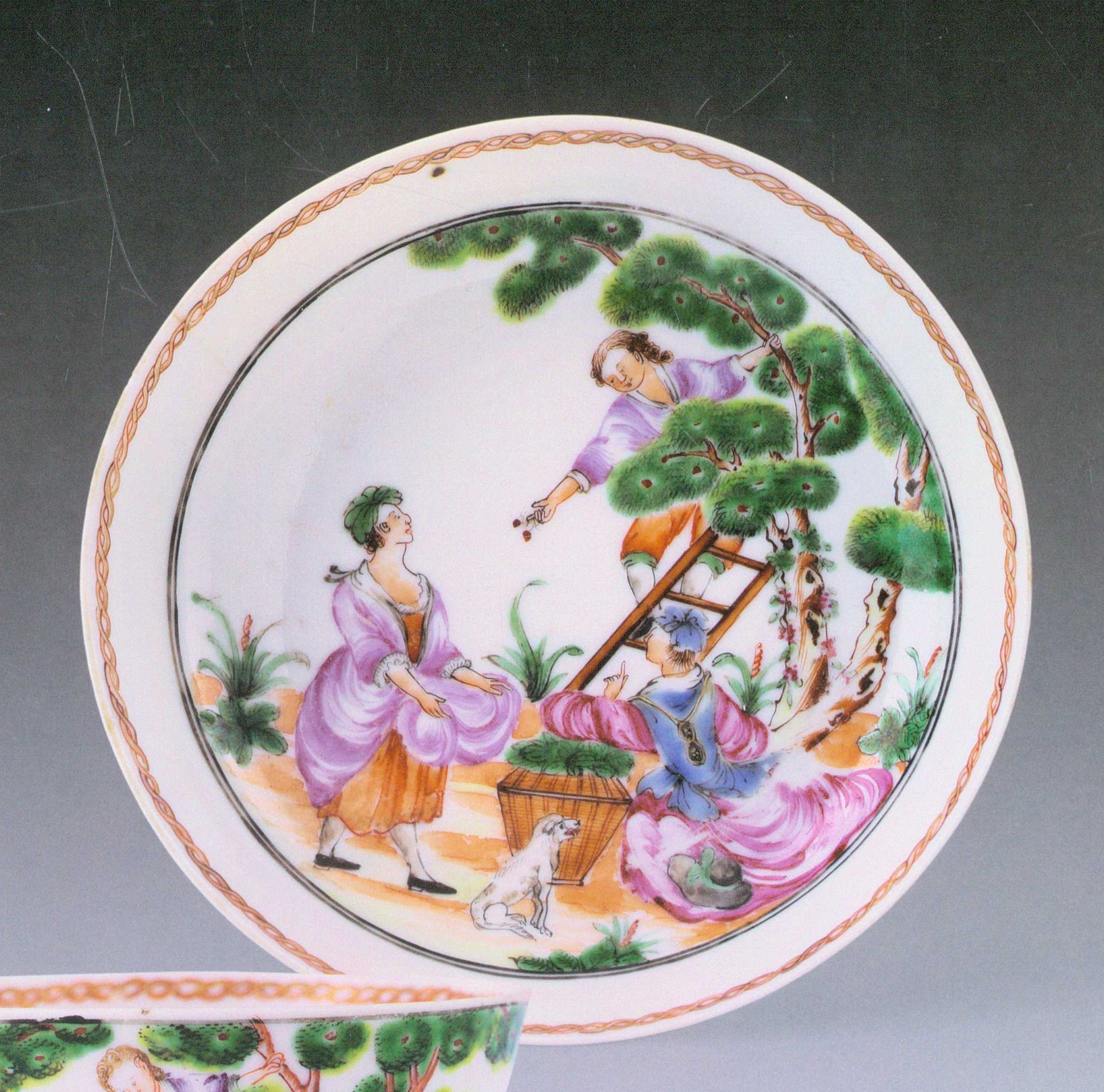
清雍正廣彩村姑採櫻圖碟
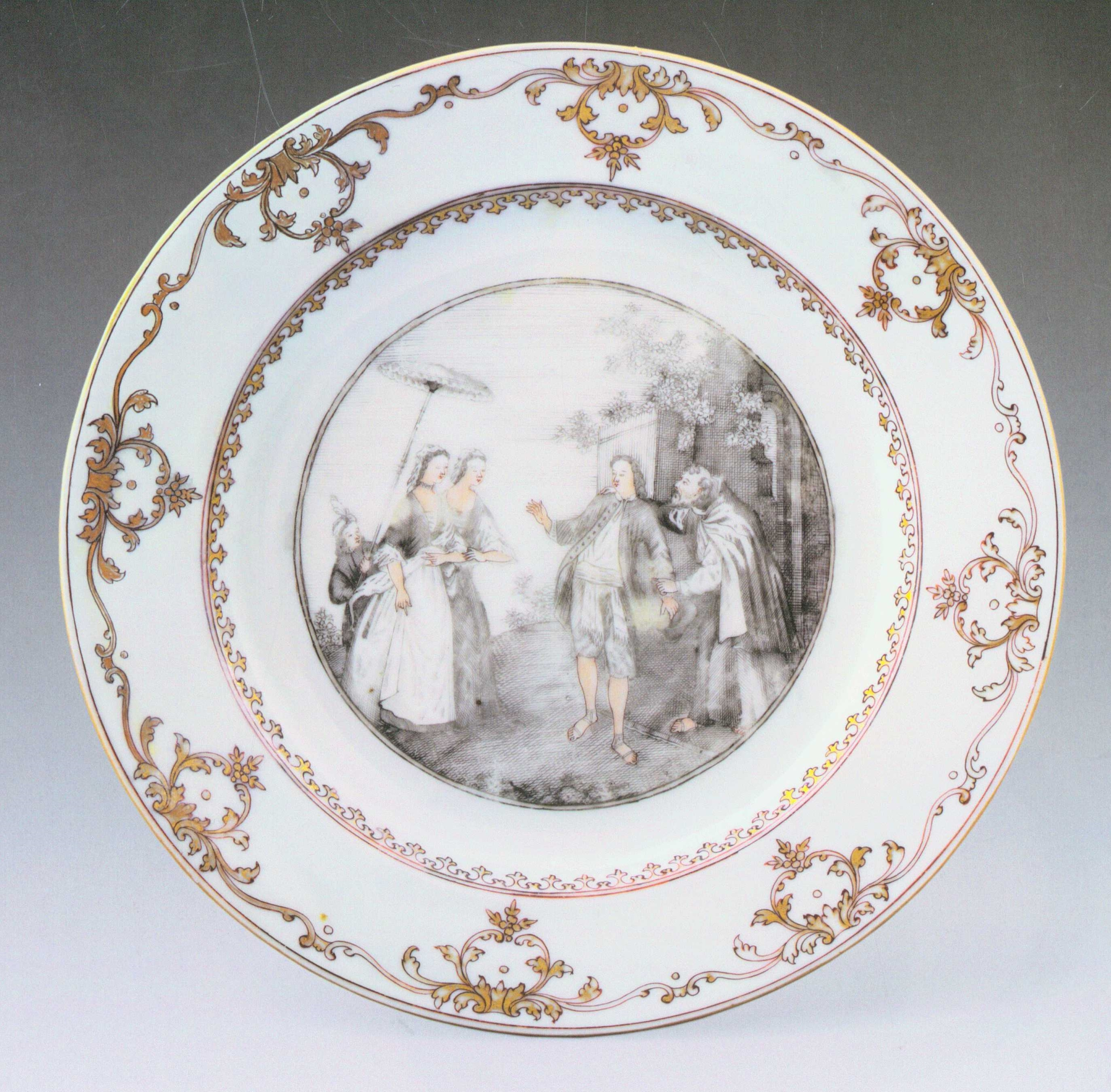
清乾隆墨彩描金西洋人物圖盤
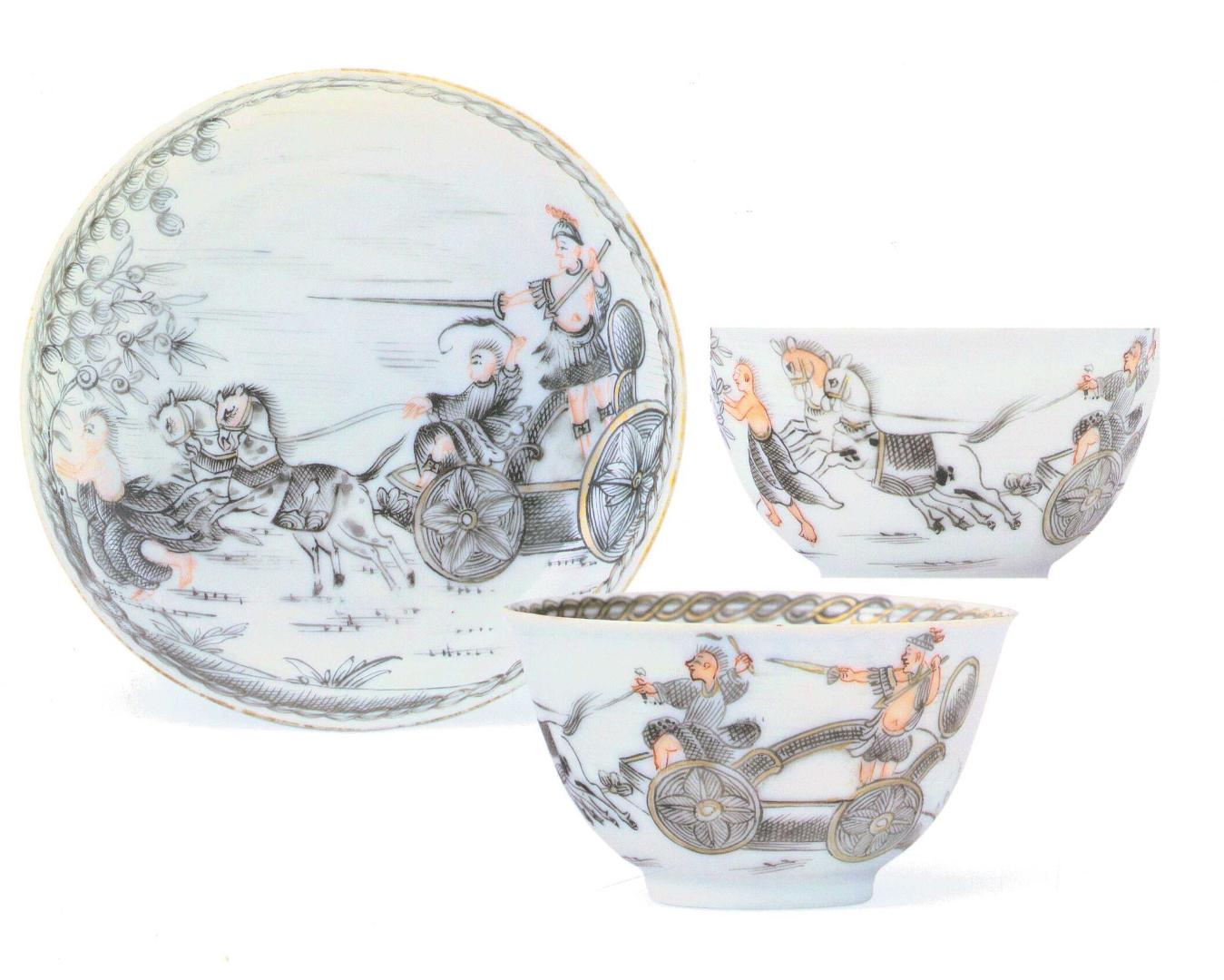
清乾隆墨彩征戰圖碟
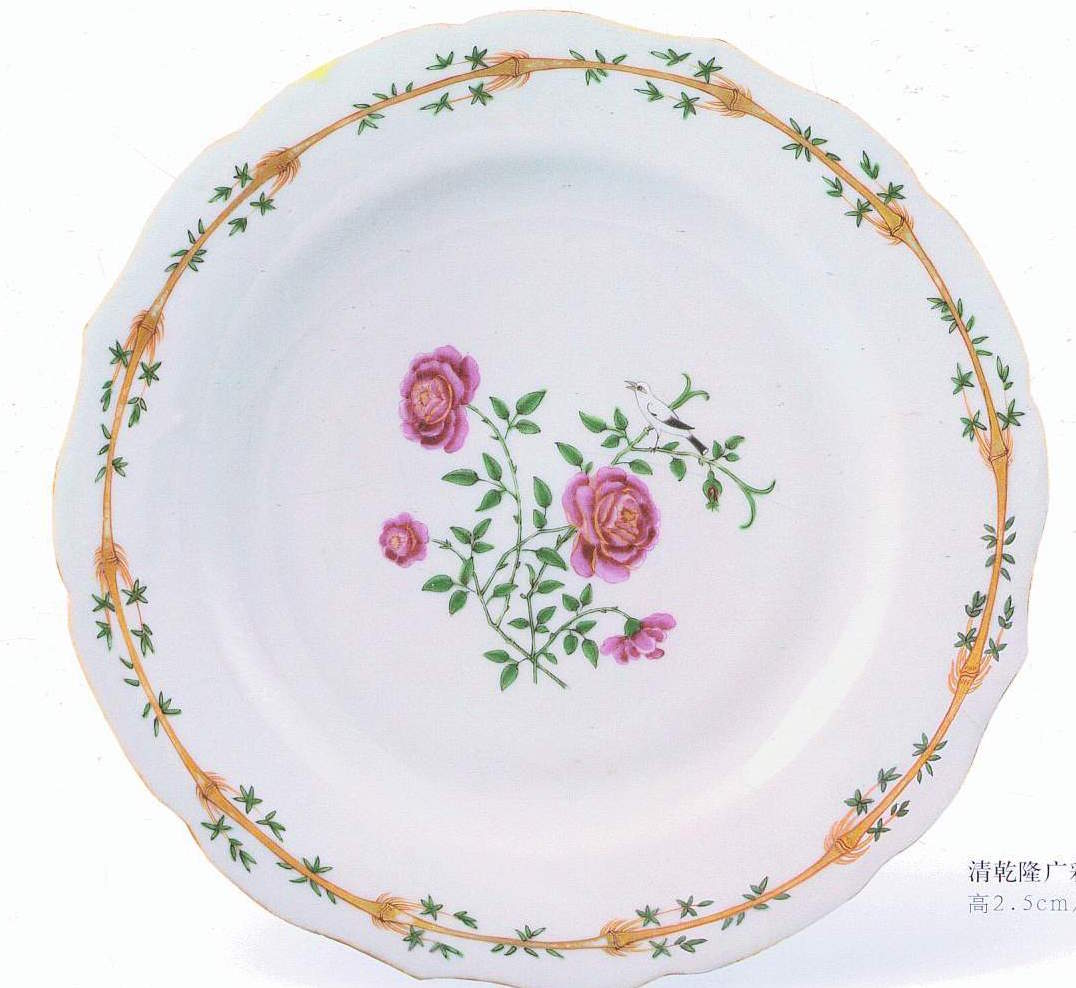
清乾隆廣彩花鳥瓷盤
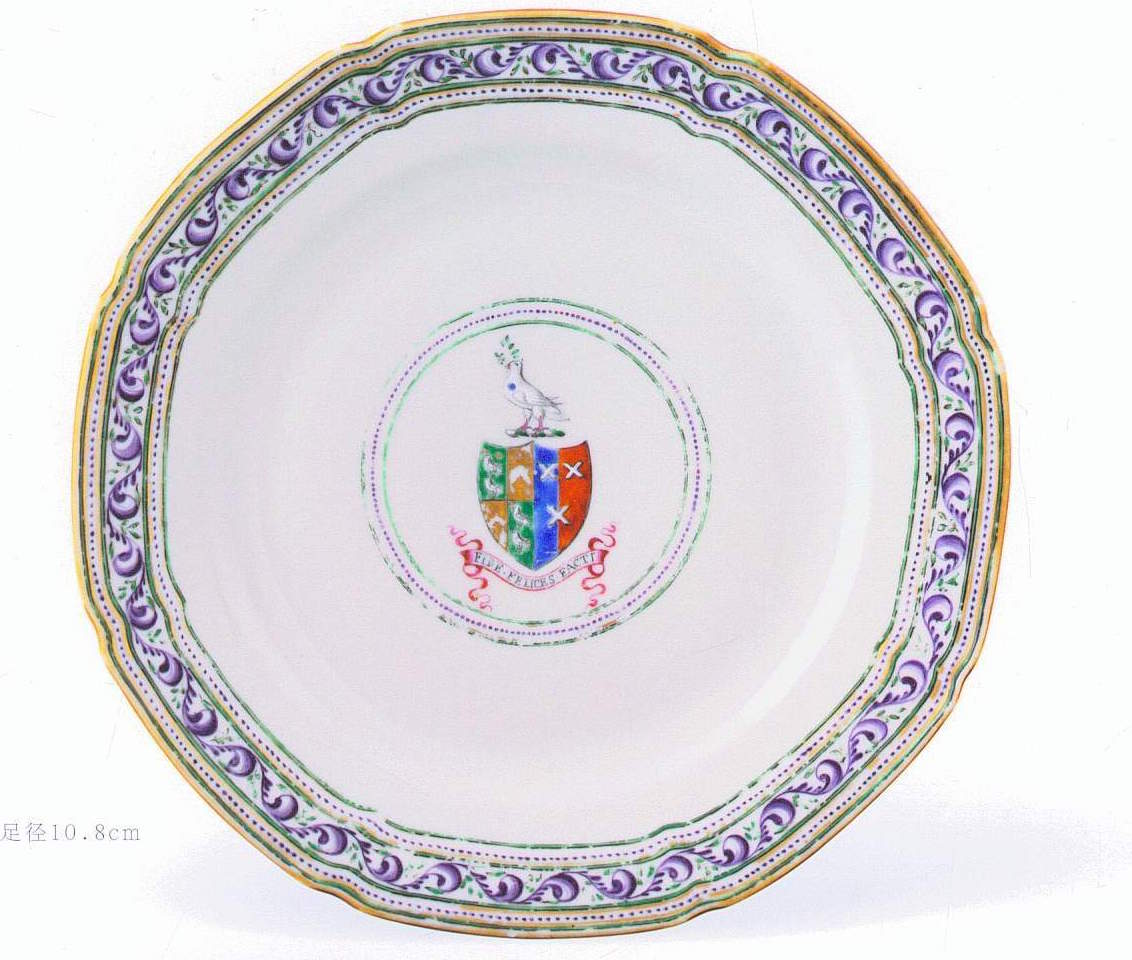
清乾隆廣彩紋章瓷盤
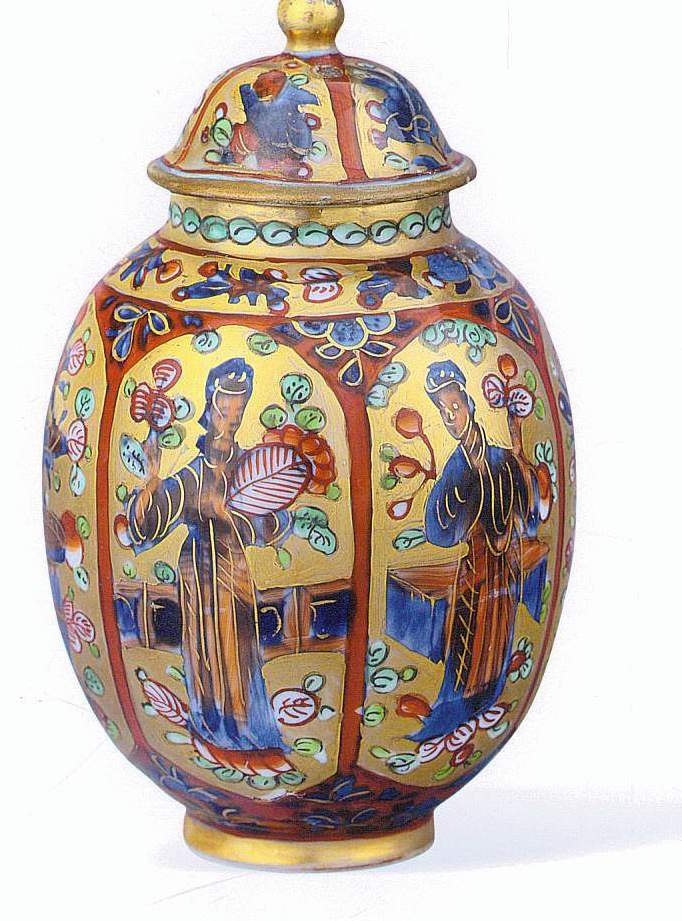
清康熙青花歐洲加彩仕女圖橄欖形罐
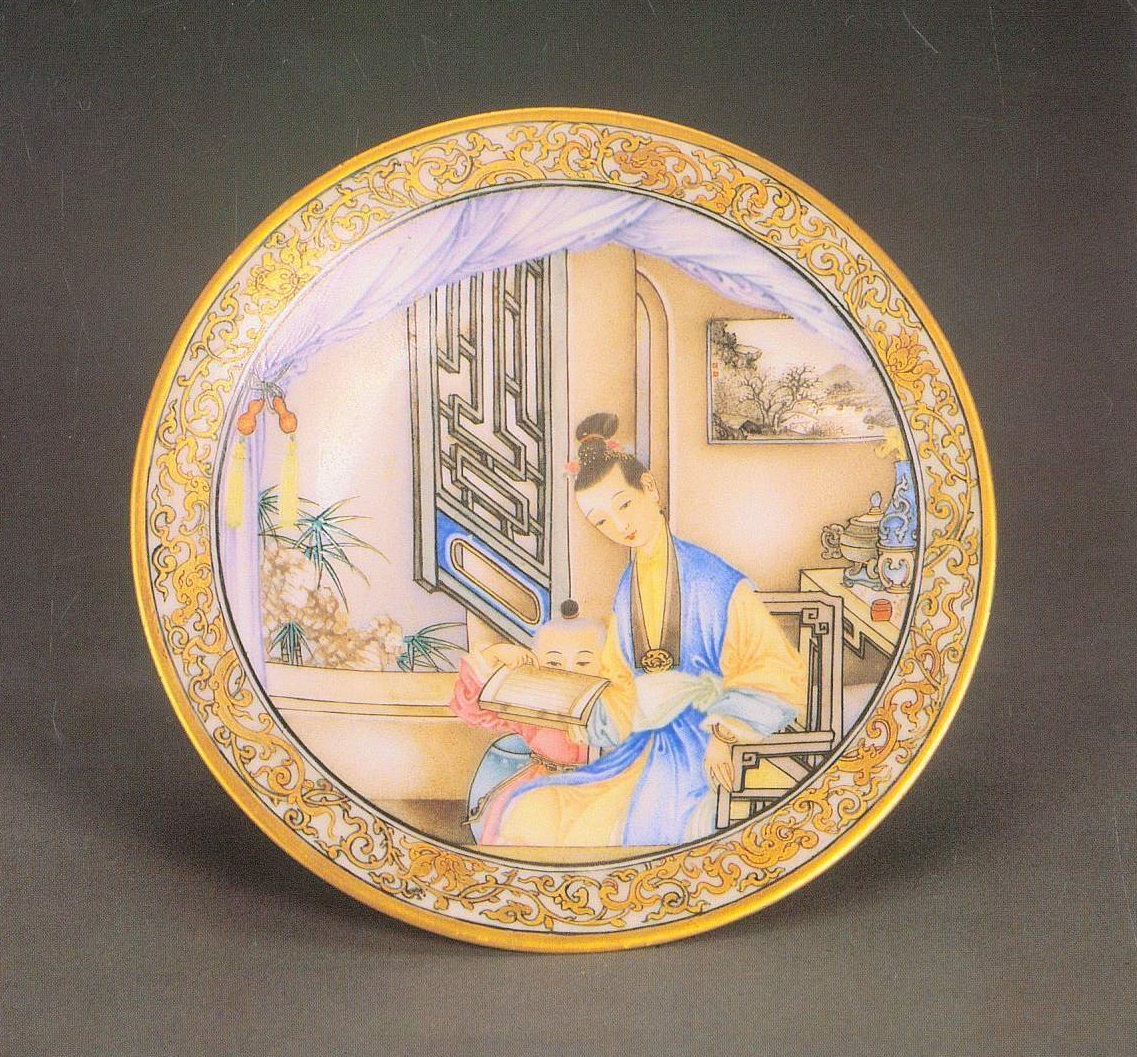
清乾隆紅地琺瑯彩課子圖碟
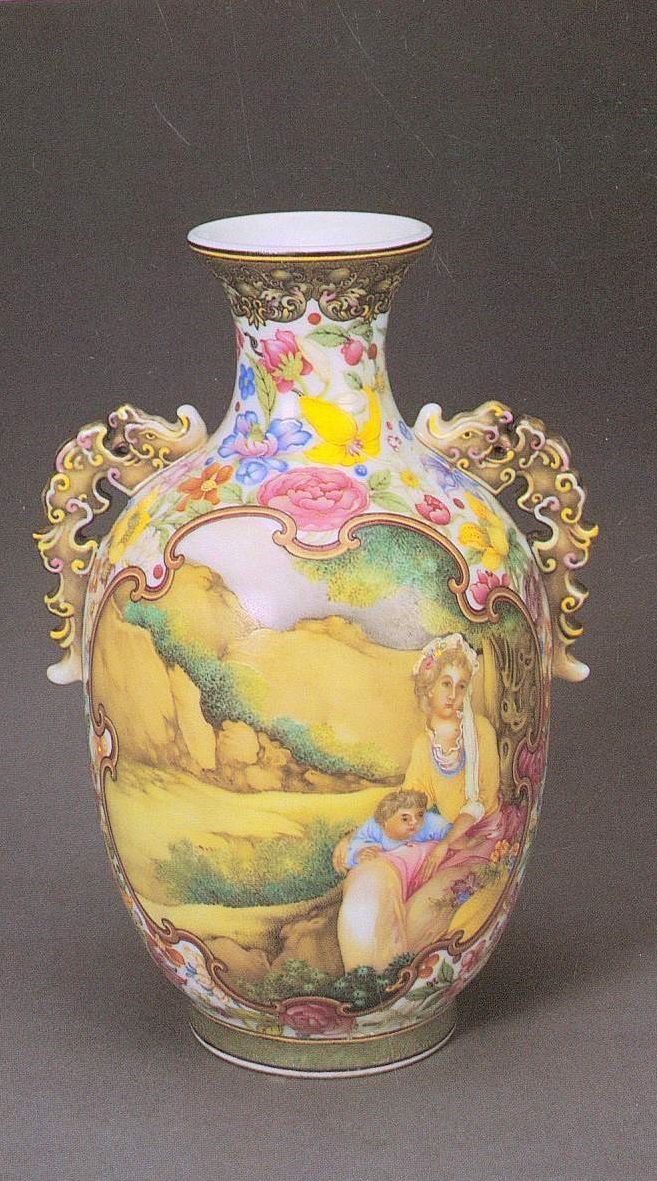
琺瑯彩錦地開光西洋人物母子圖螭耳瓶